# Kulturanthropologie
Kulturanthropologie ist ein Teilbereich der Ethnologie (früher Völkerkunde, heute auch Sozial- und Kulturanthropologie), die den Menschen in seinem Verhältnis zu seiner Kultur untersucht. Der Begriff ist eine direkte Übersetzung aus dem Englischen (cultural anthropology). In Amerika bezeichnet cultural anthropology eine von vier Forschungsfeldern innerhalb der Wissenschaft vom Menschen (anthropology): physical anthropology beschäftigt sich mit dem Menschen als biologischem Lebewesen, also seiner Evolution, seinen physischen Adaptationen und seinem Verhalten; die linguistic anthropology erforscht die Fähigkeit des Menschen zur sprachlichen Kommunikation in all ihren Formen; die archaeology untersucht die Ur- und Frühgeschichte des Menschen anhand materieller Befunde aus der Vergangenheit und die cultural anthropology befasst sich ganzheitlich (holistisch) und weltweit empirisch und vergleichend mit kulturellen Ordnungen, Symbolsystemen und Praktiken.
Die Deutsche Gesellschaft für Sozial- und Kulturanthropologie betont die Parallelen der Methoden der Kulturanthropologie mit denen der Sozialanthropologie und der Ethnologie: Diese Wissenschaften befassen sich mit der „Vielfalt menschlicher Lebensweisen aus einer primär gegenwartsbezogenen Perspektive. Die Gegenstandsbereiche der Disziplin sind entsprechend breit gefächert: sie umfassen die sozialen, wirtschaftlichen, politischen und religiösen Organisationsformen sowie die Norm- und Wertsysteme, die menschliches Handeln motivieren“. Sie nähern sich ihren Themen in „lokal verdichteter Weise und aus der emischen Perspektive“, d. h. der Forscher nimmt dabei einen Standpunkt innerhalb eines Systems oder einer Kultur ein.

## Kulturbegriff
Der kulturanthropologische Kulturbegriff umfasst sowohl soziale Geflechte und deren Sitten und Bräuche wie auch die Herstellung von technischen Hilfsmitteln, die der Mensch benötigt, um in seiner Umwelt durch Arbeit leben zu können. Kultur wird damit nicht in Gegensatz zu Zivilisation gesetzt, sondern bezeichnet die Gesamtheit der menschlichen Umgebung. Der Mensch wird dabei gleichzeitig als kultureller Schöpfer wie als Geschöpf der Kultur gesehen. Der Austausch zwischen Kulturen wird unter dem Aspekt dieser Wechselwirkung betrachtet. Dabei werden transnationale Kulturen ebenso beleuchtet wie nationale und transnationale Subkulturen.

## Vorgeschichte im 19. Jahrhundert
Die Bezeichnung cultural anthropology wird heutzutage vor allem mit dem Wirken von Franz Boas im Amerika des frühen 20. Jahrhunderts und seiner als Kritik am Evolutionismus entwickelten Theorie des historischen Partikularismus in Verbindung gebracht. Folgerichtung hat er sich auf die Aufnahme von Daten in ihrer Vielfalt und Zufälligkeit konzentriert und sich vor ordnenden oder gar wertenden Schlussfolgerungen gehütet. Allerdings verweisen neuere Studien auf eine komplexere Geschichte der Entwicklung der Kulturanthropologie bereits im 19. Jahrhundert.
Etwa zwischen 1860 und 1870 wurde eine Reihe wichtiger Arbeiten veröffentlicht, die den „Naturvölkern“ jenseits ihrer Idealisierung (beginnend mit Bartolomé de las Casas) als „edle Wilde“ oder ihrer Charakterisierung als rückständig und primitiv eine neue Rolle zubilligten. Sie wurden nunmehr einbezogen in eine universale Entwicklungsgeschichte. Neben einer vergleichenden Perspektive setzte sich unter dem Einfluss des Darwinismus in der Biologie und Anthropologie und der Erkenntnisse Charles Lyells zur Erdgeschichte der Entwicklungsgedanke in der sich neu konstituierenden Ethnologie durch. Den Gedanken, den Ursprung der gegenwärtigen Kultur in den alten und exotischen Völkerschaften mit ihren z. T. bereits zerstörten Kulturen zu erkennen, hatte schon Friedrich Schiller in seiner Antrittsrede 1789 skizziert und Adam Ferguson in seinem Postulat dreier aufeinander folgender Stufen der Eigentumsverhältnisse und der Zivilisation ausformuliert. Damit gingen sie über das romantische Streben nach dem bloßen „Verständnis“ fremder Kulturen in der Tradition aufgeklärter Missionare hinaus. Es war nunmehr möglich, fremde Kulturen in ein Stufenmodell „einzusortieren“, ohne dass dies mit einem Verständnis für die dynamische Entwicklung dieser Gesellschaften und ihre Treiber verbunden war.
Allerdings verkannten viele Evolutionisten, dass Darwin keineswegs ein unilineares Evolutionsmodell entworfen hatte, und natürlich gab es bereits frühere Ansätze zu einer vergleichend-evolutionäre Betrachtung der Kulturformen von der Bibel über die griechische Antike bis zum alten China. Diese wurden in Europa allerdings jahrhundertelang durch das statische Weltbild der Kirche verdrängt.

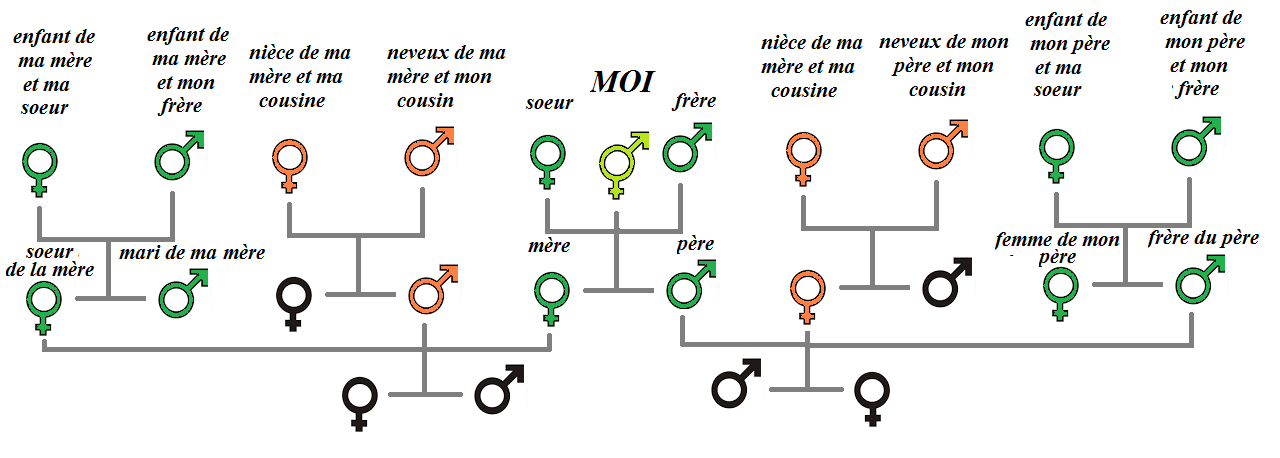
Struktur einer Punalua-Familie, Hawaii, beschrieben von Lewis H. Morgan, von Friedrich Engels als Gruppenehe bezeichnet. Ob es sie je gegeben hat, ist fraglich.

Für die Verbreitung des Evolutionsgedankens in der Ethnologie steht vor allem das Werk Lewis Henry Morgans. Morgan ging dabei zunächst von einem damals neuen Gegenstandsbereich aus, dem System der Verwandtschaftsbeziehungen, ihrer Klassifikation, Terminologie und ihren geschlechts- und gruppenspezifischen Einschränkungen, wobei er den Einzelfall als Punkt in einer Entwicklungslinie zu bestimmen suchte und damit u. a. Friedrich Engels und den Marxismus beeinflusste. Freilich beschränkte sich seine empirische Beobachtungsbasis auf die irokesischen Gesellschaften, die er mit den antiken verglich, zu denen er nur einen bildungsbürgerlichen Zugang hatte. Die so gewonnenen Erkenntnisse verband er 1877 in seinem Buch Ancient Society mit der Geschichte der technischen Erfindungen und der Eigentumsformen. In Deutschland zeigte sich etwa gleichzeitig ein erstes Abrücken von unilinearen Entwicklungsdenken im Werk von Adolf Bastian, der – obwohl grundsätzlich dem Evolutionsgedanken verhaftet – Phänomene wie Kulturkreise (die er noch nicht so benannte), Kulturaustausch, -übertragung und sekundäre Primitivität empirisch erforschte. Friedrich Ratzel entwickelte diese Gedanken weiter durch die Annahme der Wanderung von Kulturen oder Kulturerscheinungen. Die Kulturkreislehre – die Vorstellung idealer Verkörperungen einer Kultur mit räumlicher Verortung, die sich und an den Rändern vermischen können. wurde von Leo Frobenius expliziert, wobei er teilweise der organizistischen Kulturauffassung von Herbert Spencer mit der Vorstellung von Jugend, Blüte und Altern einer Kultur sowie Herders Idee des Volksgeistes (paideuma) folgte. Frobenius nutzte die Mittel der Kartographie zur Sichtbarmachung von kulturellen Parallelen und Diffusionsprozessen und ist damit einer der Begründer des großräumigen Kulturvergleichs und des kulturellen Diffusionismus, welcher die Dominanz des Evolutionsgedankens in der Kulturanthropologie beendete.
Eine im Vergleich zu den unilinearen Entwicklungsmodellen konsequentere Analogie zur biologischen Evolution hatte zuvor Edward B. Tylor entwickelt. Er verglich Kulturen mit biologischen Spezies und rückte in seinem Werk Primitive Culture (1871) den Anpassungs- und Selektionsgedanken unter verschiedenen Umweltbedingungen in den Vordergrund, statt vorgefundene Kulturen lediglich in eine volutionäre Entwicklungslinie einzusortieren. Vor allem untersuchte der die Rolle von Religion, Magie und Mythologie, wofür er nicht unbedingt auf Feldforschung angewiesen war, und gilt damit auch als Klassiker der Religionswissenschaft. Eine zentrale Kategorie war für ihn das „Überleben“ überlieferter, aber veralteter und scheinbar funktionsloser kultureller Praktiken. Er erkannte auch Seitwärts- und Rückwärtsentwicklungen und überwand negative Bewertungen atavistischer Rituale wie z. B. im Schamanismus. Auch Bastian hatte die kulturelle Variation auf unterschiedliche Umweltbedingungen – also letztlich auf Anpassungsdruck – zurückgeführt und stand Tyler in dieser Hinsicht nahe.

## Beiträge des 20. Jahrhunderts

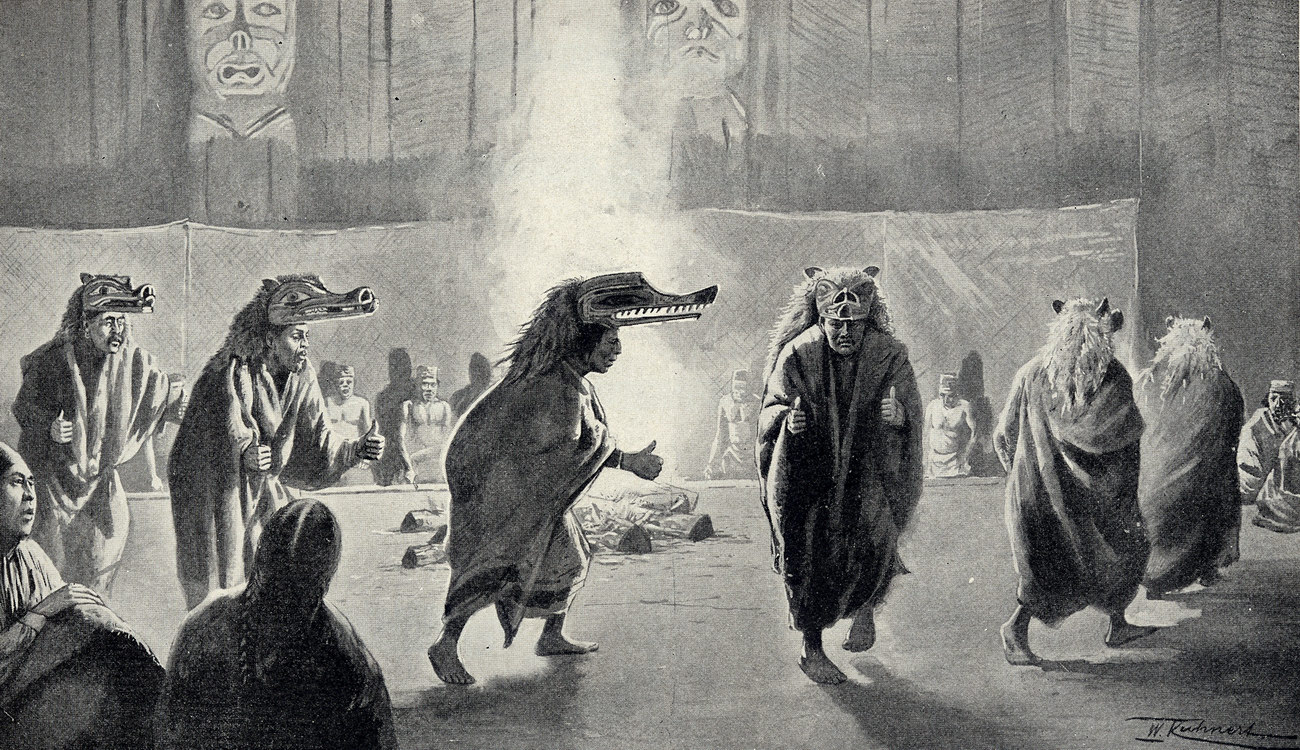
Wolfstanz mit Wolfsmasken (Walas'axa) bei einem Potlach der Kwakiutl. Buchillustration von Wilhelm Kuhnert in: Franz Boas: The Social Organization and the Secret Societies of the Kwakiutl Indians (1897), Tafel 36

In den USA und Großbritannien entwickelte sich unter dem Einfluss von Franz Boas, Alfred Radcliffe-Brown und Bronislaw Malinowski die Methode der teilnehmenden Beobachtung im Rahmen ausgedehnter Feldforschung, die auch einen direkten sprachlichen Zugang zu der untersuchten Gesellschaft voraussetzt. Theoretisch fokussieren die beiden letzteren die objektive Funktion von Strukturen und Institutionen für die Aufrechterhaltung gesellschaftlicher Strukturen (siehe Funktionalismus) und für die Befriedigung naturaler Bedürfnisse. In den 1930er Jahren erfuhr der Evolutionismus eine neue Konjunktur in den Arbeiten Leslie Whites, der an Tyler anknüpfte. Später rückten Sprache, Symbole, Mythologie und Religion in den Blickpunkt kulturanthropologischer Forschung, etwa in den Arbeiten der Strukturalisten wie Edward Sapir (Vertreter der Linguistischen Anthropologie), des Ritualforschers Victor Turner (Vertreter einer Symbolischen Anthropologie), des Theoretikers der „Schenkökonomie“ Marcel Mauss und des Religionsethnologen und Erzählforschers Rüdiger Schott. Häufig werden dabei Phänomene mit Hilfe unterschiedlicher theoretischer Perspektiven und methodischer Ansätze untersucht.
Der Zusammenhang von Kultur und Persönlichkeit wurde von der von Boas und Malinowski beeinflussten Culture and Personality School (Margaret Mead, Ruth Fulton Benedict) erforscht, für deren Vertreter das Sozial- und Rollenverhalten kulturell geformt war.
Auch die Psychoanalyse lieferte unter anderem mit Sigmund Freuds Werk Totem und Tabu (1913) und seiner kulturkritischen Schrift Das Unbehagen in der Kultur (1930) Beiträge zur Kulturanthropologie, obwohl sie den Kulturbegriff selbst nicht präzisierte und ihre Thesen nicht empirisch fundierte. In Totem und Tabu versucht er, kulturelle Entwicklungsstadien von Völkern mit ihrem Verhältnis zu Totemismus, Exogamie, Inzesttabu und Animismus durch Rückgriff auf die psychische Entwicklung des Kindes zu klären und vergleicht die „Primitiven“ mit Neurotikern. Damit steht auch er in der evolutionistischen Tradition. Allerdings wies Alfred L. Kroeber die meisten der vieldiskutierten Annahmen Freuds bzw. den von ihm postulierten Zusammenhang zwischen Totemismus und Exogamie schon 1920 zurück. In Das Unbehagen an der Kultur hebt Freud den Preis für den kulturellen Fortschritt in Form zunehmender Glückseinbußen durch Versagung von Triebbefriedigung und wachsender Schuldgefühle hervor. Den Trieben (dem Es) stellt er nicht nur das individuelle, sondern auch ein gemeinschaftliches Über-Ich entgegen, das strenge Idealforderungen erhebt. Es wird oft verkörpert durch die kollektive Erinnerung an große Führerpersönlichkeiten wie Jesus, die als Märtyrer starben, und ruft das Bedürfnis hervor, sich selbst zu bestrafen oder bestraft zu werden, also eine Art von kollektivem moralischen Masochismus. Das verdrängte, teils kollektive Unbewusste ist für Freud ein Sammelsurium solch herabgesunkener Gedächtnisschichten, die nie ganz untergehen und bei denen die Gesetze von Raum, Zeit und Logik aufgehoben ersacheinen. Die Exploration dieses Unbewussten ähnelt nach Freud dem ethnologischen Vorgehen bei der Erforschung einer fremden Kultur (in das „innere Ausland“).
Während die Theorien Freuds meist mangels empirischer Fundierung abgelehnt wurden, ist der neuartige methodische Ansatz der Interaktion des Forschers mit seinem „Objekt“ (in Anlehnung an das Therapeuten-Patienten-Verhältnis) besonders hervorzuheben. Er wurde in der Ethnologie und der Kulturanthropologie erst in den 1960er Jahren rezipiert. So kritisierte Georges Devereux 1967 als einer der ersten die verhaltenswissenschaftliche Methodologie, welche zu objektiver Erkenntnis zu gelangen glaubt, indem sie die Subjektivität und die Affekte des Forschers auszuschalten sucht.
Ein weiteres Forschungsfeld ist die Kulturökologie, die auch mit u. a. archäologischen, siedlungsgeschichtlichen und agrarwissenschaftlichen Methoden über die Beziehungen zwischen historischen und heutigen indigenen Gesellschaften und ihren Wirtschafts- und Siedlungsformen sowie ihren jeweiligen Umweltbedingungen forscht. Einer ihrer frühen Wegbereiter war in den 1940er und 50er Jahren Julian Steward, ein Gegner des Diffusionismus, der anders als der „Universalist“ Leslies White eine sich verzweigende multilinear-evolutionäre Kulturtypologie entwickelte. Stewards Analysen über die tatsächlich oder angeblich fehlenden Landbesitzrechte indigener Völker dienten US-Behörden dazu, den Landraub an den Indigenen zu legitimieren – ein Schicksal, dass in ähnlicher Weise anderen kulturanthropologischen Studien widerfuhr, die zur Legitimation kolonialen Unrechts herangezogen wurden.
In der Ethnologie (früher Völkerkunde) steht der Begriff Kulturanthropologie bis heute für die theoretischen Ansätze aus der amerikanischen Wissenstradition, in denen die symbolische Dimension menschlicher Kommunikation im Mittelpunkt steht, während Sozialanthropologie vor allem die in England entwickelten funktionalistischen Ansätze des 20. Jahrhunderts in der Folge Radcliffe-Browns bezeichnet. Die Themen und Methoden der heutige Kulturanthropologie sind dabei verwirrend vielfältig.

## Volkskunde
Die deutsche Kulturanthropologie entwickelte sich aus der im 19. Jahrhundert aus romantischen Ursprüngen hervorgegangenen, von Wilhelm Heinrich Riehl programmatisch begründeten und zunächst museal, später oft völkisch-ideologisch orientierten Volkskunde. Nachdem der Volksbegriff durch den Nationalsozialismus diskreditiert war, formierten sich 1970 auf der Arbeitstagung der Deutschen Gesellschaft für Volkskunde (DGV) in Falkenstein zwei Positionen bezüglich des wissenschaftlichen Umgangs mit dem Begriff „Kultur“. Die Fachvertreter des ehemaligen Instituts für Volkskunde in Tübingen, das zu diesem Zeitpunkt bereits in das Institut für empirische Kulturwissenschaft umbenannt worden war, plädierten für die Soziologie als neue Leitdisziplin. Die Vertreter des Instituts in Frankfurt am Main hingegen betonten die inhaltliche Nähe der Volkskunde zu ethnologischen Disziplinen wie der Ethnologie (Völkerkunde) und der angelsächsischen Cultural Anthropology. Mehrheitlich schloss man sich der ersten Gruppe an, innerhalb derer Kultur nun primär als Regulationsmodell des Alltags verstanden wird.
In Frankfurt am Main strebte man eine interkulturell vergleichende Forschung in komplexen Gesellschaften an. Die Entgegensetzung von Kultur und Alltag wurde als nicht mehr zeitgemäß angesehen: Kultur wird als Alltag verstanden und Alltag als Kultur. Die Neuorientierung des Faches schlug sich 1974 in der Namensänderung nieder: Aus Volkskunde wurde Kulturanthropologie und Europäische Ethnologie. Die Bezeichnung Kulturanthropologie wird daher heute im deutschsprachigen Raum unterschiedlich benutzt: Die Volkskunde transformierte sich in die „Kulturanthropologie“ oder „Europäische Ethnologie“, während die Ethnologie (Völkerkunde) den Begriff „Kulturanthropologie“ weiterhin im Sinne der nordamerikanischen Ausprägung der cultural anthropology verwendet.

## Cultural Studies
Die fächerübergreifende englische Bezeichnung cultural studies („Kulturstudien“) verbreitete sich ab 1964 mit dem vom britischen Kultursoziologen Richard Hoggart gegründeten Forschungszentrum Centre for Contemporary Cultural Studies (CCCS) an der University of Birmingham. Als bekannteste Vertreter des Institutes gelten der damalige Leiter Stuart Hall sowie Edward P. Thompson, Raymond Williams und Paul Willis.